# Mikeš Zoul z Ostředka
Mikeš Zoula z Ostředka také Mikuláš Zoul z Ostředka (14. století? – 13. července 1404 Praha, České království) byl český loupeživý rytíř ze zemanského rodu Zoulů z Ostředka.
Na konci 14. století za vlády Václava IV., kdy se bouřila šlechta a proti králi vznikla široká panská koalice, zmocnil se Mikeš se svým synem Janem Čejchanova hrádku u Chocerad. Odtud vyrážel se synem na loupeživé výboje po celém Benešovsku.
V roce 1404 vyslal král Václav IV. proti nim panskou jednotu vedenou arcibiskupem Zbyňkem Zajícem z Hazmburka, který Čejchanov a hrad Dubou, kde sídlil Mikešův syn Jan, dobyl. Mikeš i 50 členů bandy byli popraveni 13. července 1404 v místech dnešní křižovatky U Bulhara v Praze. Mikeše doprovodil k šibenici betlémský kazatel Mistr Jan Hus. Zatímco členové loupeživé bandy byli oběšeni, byl Mikeš pověšen na háku. Na šibenici visel ještě nejméně sedm let.
Pravděpodobně byl pohřben u kostela sv. Štěpána na Rybníčku jako jeho syn, kde se pražští popravenci tehdy pohřbívali (zahrabávali).